# 30 avril 1945
Le lundi 30 avril 1945 est le 120e jour de l'année 1945.

## Naissances
- Annie Dillard, romancière, poétesse et essayiste américaine
- Dan van Husen (mort le 31 mai 2020), acteur allemand
- David Bates, historien britannique
- Lara Saint Paul (morte le 8 mai 2018), chanteuse italienne
- Michael J. Smith (mort le 28 janvier 1986), astronaute américain
- Michel Bühler (mort le 7 novembre 2022), chanteur, écrivain, acteur, poète, compositeur, dramaturge et enseignant suisse
- Mimi Fariña (morte le 18 juillet 2001), musicienne américaine
- Robert McHenry, encyclopédiste américain
- Yair Auron, historien israélien

## Décès
- Aaron Solts (né le 22 mars 1872), homme politique et avocat bolchevik et soviétique
- Adolf Hitler (né le 20 avril 1889), dictateur et homme d'État allemand, chef du parti nazi, Führer et chancelier du Troisième Reich
- David Randall-MacIver (né le 31 octobre 1873), archéologue et anthropologue
- Ede Donáth (né le 5 mai 1865), chef d'orchestre et compositeur hongrois
- Erich Schilling (né le 27 février 1885), dessinateur et caricaturiste allemand (1885-1945)
- Erik Widmark (né le 13 juin 1889), chimiste suédois
- Eva Braun (née le 6 février 1912), photographe allemande, épouse d'Adolf Hitler
- Friedrich Kayßler (né le 7 avril 1874), acteur de théâtre et de cinéma, écrivain, directeur de théâtre et compositeur allemand
- Hans Adalbert Schlettow (né le 11 juin 1887), acteur allemand
- Kurt Knispel (né le 20 septembre 1921), militaire allemand
- Louis Royer (né le 20 juillet 1897), résistant français (1897-1945)
- Luisa Ferida (née le 18 mars 1914), actrice italienne
- Mendel Grossmann (né le 27 juin 1913), photographe polonais
- Mladen Lorković (né le 1 mars 1909), homme politique et avocat croate, dirigeant oustachi
- Osvaldo Valenti (né le 17 février 1906), acteur italien
- William Orlando Darby (né le 8 février 1911), militaire américain

## Événements
- Fin de la bataille de Bautzen
- Derniers jours d'Adolf Hitler
- Libération du camp de concentration de Ravensbrück